# Axinella hirondelli
Axinella hirondelli är en svampdjursart som först beskrevs av Topsent 1892.  Axinella hirondelli ingår i släktet Axinella och familjen Axinellidae. Inga underarter finns listade i Catalogue of Life.